# Кондуйське сільське поселення
Конду́йське сільське поселення (рос. Кондуйское сельское поселение) — сільське поселення у складі Борзинського району Забайкальського краю Росії.
Адміністративний центр — село Кондуй.

## Історія
2013 року було утворено села Контой та Чемусово (Чинам) шляхом виділення частин із села Кондуй.

## Населення
Населення сільського поселення становить 497 осіб (2019; 610 у 2010, 891 у 2002).

## Склад
До складу сільського поселення входять:
| Населений пункт | Населення, осіб (2002) | Населення, осіб (2010) |
| --------------- | ---------------------- | ---------------------- |
| Кондуй, село    | 891                    | 610                    |
| Контой, село    | -                      | -                      |
| Чемусово, село  | -                      | -                      |